# 你不聽搖滾
《你不聽搖滾》（日语： Kimi Wa Rokku Wo Kikanai）是日本創作型歌手愛繆的第3張單曲，由unBORDE於2017年8月2日發行。

## 簡介
單曲收錄了主打歌、與Sunday Kamide合作的和純音樂演奏的主打歌，描述的是一位男孩對心儀女孩單相思的心情。
主打歌的串流次數於2019年11月超過1億次播放，是繼金盞花後第二高播放率的歌曲。

## 收錄歌曲
| CD       | CD       | CD       | CD    |
| 曲序     | 曲目     | 词曲     | 时长  |
| -------- | -------- | -------- | ----- |
| 1.       |          | 愛繆     | 4:08  |
| 2.       |          | 愛繆     | 5:21  |
| 3.       |          |          | 4:06  |
| 总时长： | 总时长： | 总时长： | 13:35 |